# Juan Manuel López Cabrales
Juan Manuel López Cabrales (Montería, Córdoba; 17 de agosto de 1956) es un político colombiano, nacido en Montería, Córdoba en 1956. Forma parte de una familia cordobesa ligada al Partido Liberal, liderada por su criticado tío Edmundo López Gómez (exministro) y en la que destacaron su padre Libardo López Gómez y su tío Jesús María López Gómez (cuestionado por nexos con paramilitares y narcotraficantes), exgobernadores del Departamento de Córdoba; todos han actuado bajo el nombre de Movimiento de Mayorías Liberales.

## Congresista de Colombia
En las elecciones legislativas de Colombia de 1991, López Cabrales fue elegido senador de la república de Colombia. Posteriormente en las elecciones legislativas de Colombia de 1994, 1998, 2002 y 2006, López Cabrales fue reelecto senador.

### Iniciativas
El legado legislativo de Juan Manuel López Cabrales se identificó por su participación en las siguientes iniciativas desde el congreso:

- Dictar disposiciones para la reincorporación de miembros de grupos armados organizados al margen de la ley, que contribuyan de manera efectiva a la consecución de la paz nacional.[4]
- Convocar al pueblo colombiano para que en desarrollo del artículo 376 de la Constitución Política, decida si convoca una Asamblea Constituyente para que adopte una reforma constitucional que sustituya el régimen de gobierno presidencial por uno parlamentario (Archivado).[5]
- Modificar el período de los diputados, gobernadores, alcaldes y concejales (Archivado).[6]
- Reformar la constitución política, partidos y movimientos políticos (Archivado).[7]

## Carrera política
Estudió ingeniería civil, y realizó un postgrado en administración pública. Se vinculó a la política cuando fue elegido como Representante a la Cámara por su departamento para el periodo 1986-1990. En 1990 es reelecto, pero tras la revocatoria del Congreso en 1991, es elegido para el Senado de Colombia, convirtiéndose en el nuevo líder político de su familia, y de su región. Es sucesivamente reelegido en 1994, 1998, 2002 y 2006, aumentando su votación progresivamente hasta convertirse en el dirigente más votado de su partido y el segundo del país.
Desde 1997 ha sido casi ininterrumpidamente miembro de la Dirección Nacional del Partido Liberal; excepto entre 2002 y 2003, cuando lo sustituyó su esposa Arleth Casado, y desde 2007 cuando apoyó a su pupilo Fabio Amín. 
Actualmente se encuentra involucrado en el escándalo de la parapolítica por ser uno de los firmantes del Pacto de Ralito razón por la cual ha decidido marginarse del Partido Liberal mientras la investigación concluye. El lunes 14 de mayo de 2007 fue capturado por orden de la Corte Suprema de Justicia por el delito de concierto para delinquir agravado, por el que fue condenado a 6 años de prisión en noviembre de 2008.

### Partidos políticos
A lo largo de su carrera ha representado los siguientes partidos:
| Partido político           | Fecha Inicio | Fecha Fin           |
| Partido Liberal Colombiano | 1986         | 19 de julio de 2010 |

### Cargos públicos
Entre los cargos públicos ocupados por Juan Manuel López Cabrales, se identifican:
| Cargo público           | Partido político           | Fecha Inicio        | Fecha Fin           |
| Senador de la República | Partido Liberal Colombiano | 20 de julio de 2006 | 20 de julio de 2007 |
| Senador de la República | Partido Liberal Colombiano | 20 de julio de 2002 | 20 de julio de 2006 |
| Senador de la República | Partido Liberal Colombiano | 20 de julio de 1998 | 20 de julio de 2002 |
| Senador de la República | Partido Liberal Colombiano | 20 de julio de 1994 | 20 de julio de 1998 |